# Kira Hagi
Kira Hagi (* 31. März 1996 in Barcelona) ist eine rumänische Schauspielerin.

## Leben und Karriere
Hagi wurde am 31. März 1996 in Barcelona geboren. Ihr Vater ist der Fußballspieler Gheorghe Hagi. Sie studierte an der New York Film Academy, später kehrte sie nach Rumänien zurück. Ihr Debüt gab sie 2014 in dem Kurzfilm București, te iubesc!. Im Jahr 2021 lieh sie der Figur Gofre in der rumänischen Version der Netflix-Serie Waffel und Mochi ihre Stimme. Zu ihren bekannten Auftritten gehören Între Chin și Amin, În Carte, Fata visează, Fragil und Jane simplă și jocul întâlnirilor.
Hagi ist auch im Theater aktiv und war in dem Bühnenstück Fetița cu chibrituri zu sehen. Sie spricht fließend Rumänisch, Englisch und Spanisch.

## Filmografie
Filme
- 2014: București, te iubesc!
- 2015: Dream Girl
- 2016: By the Book
- 2017: Fragile
- 2019: Between Pain and Amen
- 2020: Unidentified (Neidentificat)
- 2024: Enescu, Skinned Alive

Serien
- 2023: Lia – Soția soțului meu
- 2024: Lasă-mă, îmi place! Camera 609